# 지수 (프로게이머)
지수(본명: 박진철, 1996년 5월 10일 ~ )는 대한민국의 리그 오브 레전드 프로게이머로 아이디는 Jisu이다. 포지션은 탑 라이너이다.

## 선수 생활
2015년 1월 큐빅에 입단하면서 프로 커리어를 시작했다. 큐빅 소속으로 2015 챌린저스 스프링 1차 대회에 참가했다. 2015년 2월, 팀에서 퇴단했다.
2016시즌을 앞두고 에버8 위너스에 입단했다. 스프링 시즌 팀의 주전으로 활동하면서 팀의 챌린저스 포스트시즌 진출에 기여했다. 서머 시즌에서도 팀의 포스트시즌 진출에 기여했다.
2017시즌을 앞두고 미스핏츠 게이밍의 아카데미팀에 입단했다.
2017년 5월, 팀의 시드권이 넘어가면서 미스테리어스 몽키스에 합류했다.
2017년 7월, 어센션 게이밍에 입단했다. 서머 시즌 팀의 태국 지역 리그 우승에 기여했다. 하지만 가레나 리그에서는 3위에 그치며 롤드컵 진출에는 실패했다. 2017시즌 종료 이후 올스타에 선정되어 올스타전에 참가했다.
2018시즌을 앞두고 플라멩구 e스포츠에 입단했다. 스플릿 1에서 팀의 2부리그 준우승과 CBLOL 우승에 기여했다.
2019시즌을 앞두고 팀 다이나믹스에 입단했다. 스프링 시즌 팀의 챌린저스 우승에 기여했다. 하지만 팀은 LCK 승격에 실패했다. 서머 시즌에서도 주전으로 활동하면서 팀의 우승에 기여했다. 하지만 팀은 다시 한 번 승격에 실패했다.
2020시즌을 앞두고 올 나이츠에 입단했다. 오프닝 시즌 팀의 우승에 기여했다. 서머 시즌에서도 좋은 모습을 보이며 팀의 준우승에 기여했다. 2020시즌 종료 후 팀에서 퇴단했다.

## 소속팀
| # | 팀명              | 소속 기간             | 소속 리그  | 비고 |
| - | ----------------- | --------------------- | ---------- | ---- |
| 1 | 큐빅              | 2015.01.05~2015.02.13 | CK         |      |
| 2 | 에버8 위너스      | 2016.01.15~2017.01.03 | CK         |      |
| 3 | 미스핏츠 아카데미 | 2017.01.03~2017.06.20 | EUCS       |      |
| 4 | 어센션 게이밍     | 2017.07.26~2017.11.11 | LST        |      |
| 5 | 플라멩구 e스포츠  | 2017.12.19~2018.11.22 | BRCC CBLOL |      |
| 6 | 팀 다이나믹스     | 2018.12.14~2019.10.01 | CK         |      |
| 7 | 올 나이츠         | 2019.11.28~2020.11.19 | LLA        |      |

## 수상 내역
- 유러피언 챌린저 시리즈 스프링 2017 우승
- 브라질리언 챌린저 서킷 2018 스플릿 1 준우승
- 서킷 브라질리언 리그 오브 레전드 2018 스플릿 2 준우승
- 리그 오브 레전드 챌린저스 코리아 서머 2019 우승
- 라틴 아메리카 리그 오프닝 2020 우승
- 라틴 아메리카 리그 클로징 2020 준우승